# Leiocephalus varius
Leiocephalus varius (кайманова ігуана-крутихвіст) — вид ігуаноподібних ящірок родини Leiocephalidae. Ендемік Кайманових Островів.

## Поширення і екологія
Кайманові ігуани-крутихвости є ендеміками острова Великий Кайман. Вони живуть в сухих тропічних лісах і прибережних чагарниках.

## Збереження
МСОП класифікує цей вид як такий, що перебуває під загрозою зникнення. Leiocephalus varius загрожує знищення природного середовища та хижацтво з боку інтродукованих кішок.